# Universidad de la Costa (Pinotepa Nacional)
La Universidad de la Costa «UNCOS» es una institución pública de educación superior e investigación científica del Gobierno del Estado de Oaxaca con apoyo y reconocimiento del Gobierno Federal, pertenece al Sistema de Universidades Estatales de Oaxaca (SUNEO) y se localiza en Santiago Pinotepa Nacional, Oaxaca, México.  Sus funciones principales son: la enseñanza, la investigación, la difusión de la cultura y la promoción del desarrollo. 
El rector es el Dr. Modesto Seara Vázquez. 

## Historia
Se localiza en la ciudad de Santiago Pinotepa Nacional en el estado de Oaxaca, donde comenzó sus actividades académicas el 29 de julio de 2013, con las licenciaturas en Enfermería, Ingeniería en Agroindustrias e Ingeniería en Diseño. La UNCOS forma parte del Sistema de Universidades Estatales de Oaxaca (SUNEO), el cual tiene la finalidad de brindar un modelo homogéneo de educación pública superior, que ofrezca oportunidades de formación científica a quienes deseen proseguir con sus estudios especializados en los diversas disciplinas vinculadas a las actividades relativas a su región, así como brindar un espacio cultural a la juventud estudiosa y a la población en general.  De esta forma, la UNCOS y el SUNEO contribuyen a frenar la emigración de jóvenes oaxaqueños, y a la creación de empresas en la región a corto y mediano plazo; y consecuentemente en activar la economía y generar empleos.

## Objetivos de este modelo de universidad
1. Descentralizar la educación superior para:
  - Evitar la concentración de recursos académicos y científicos en zonas que se van fortaleciendo desproporcionadamente y diferenciándose de modo creciente del resto del país.
  - Prevenir la descapitalización humana de las regiones más desfavorecidas, que por falta de oportunidades educativas ven partir a las generaciones jóvenes, en una edad que facilita su desarraigo permanente, por los lazos afectivos y sentimentales y de intereses que se producen en el lugar de residencia, y vuelve prácticamente imposible su recuperación, con los efectos lógicos, en una sociedad que pierde a sus generaciones jóvenes.
2. Mejorar el conocimiento de los recursos económicos de la región de que se trate, para establecer las bases de un desarrollo económico y social firme.
3. Formar líderes sociales en los ámbitos público y privado.
4. Introducir una élite profesional en una sociedad que carece de ella, para que sirva de catalizador de la transformación.
5. Mejorar la competitividad cultural de la zona de influencia de la respectiva universidad, al combinar la recepción de ideas y conceptos modernizadores, con la conservación y el reforzamiento de los valores propios.
6. Contribuir, en un mundo globalizado, a la competitividad de la economía de Oaxaca y de México, buscando los más altos estándares de calidad en la enseñanza y la investigación, sin ningún tipo de absurdos complejos de inferioridad.[1]

## Lema
El lema Facta non Verba  (escrito en Latín) y Tyiña ña tu'un (escrito en Mixteco) en se encuentra dentro del escudo de la universidad y significa «Hechos, no palabras»

## Órganos de gobierno
- Rector, que es la máxima autoridad universitaria, y es nombrado o removido por el Gobernador del Estado.
- Vicerrector Académico y Vicerrector Administrativo, nombrados por el rector.
- Vicerrector de Relaciones y Recursos, también nombrados por el rector. Solo se han nombrado en los casos de las Universidades Tecnológica de la Mixteca y del Mar, que están respectivamente al frente de las oficinas del SUNEO en la Ciudad de México y en Oaxaca.
- Jefes de Carrera y Directores de Institutos de Investigación, así como los Jefes de las Divisiones de Postgrado. Son nombrados por el rector.[2]

## Oferta educativa
La UNCOS ofrece cinco carreras a nivel licenciatura.
Licenciaturas
- Agroindustrias
- Ciencias Empresariales
- Diseño
- Enfermería
- Medicina Veterinaria

## Infraestructura
La UNCOS cuenta con seis laboratorios y un taller
Laboratorios
- Anatomía Veterinaria
- Clínica Robotizada
- Fundamentos de Enfermería
- Químico-biológico
- Unidad Materno Infantil
- Unidad Quirúrgica

Taller
- De Alimentos

## Difusión de la cultura
Entre las funciones de la UNCOS está la difusión de la cultura que comprende un amplio abanico de posibilidades y se orienta tanto a la comunidad universitaria como a la población en general. Se enfoca a la presentación de productos culturales de alta calidad, y la realización de actividades que den respuesta a iniciativas e inquietudes de los estudiantes, muchas veces con fines esencialmente recreativos. Podemos mencionar:
- Semana de la Cultura Afromexicana
- Jornadas Académicas
- Simposios